# Anisocentropus bicoloratus
Anisocentropus bicoloratus is een schietmot uit de
familie Calamoceratidae. De soort komt voor in het Australaziatisch gebied.